# Кейлогер

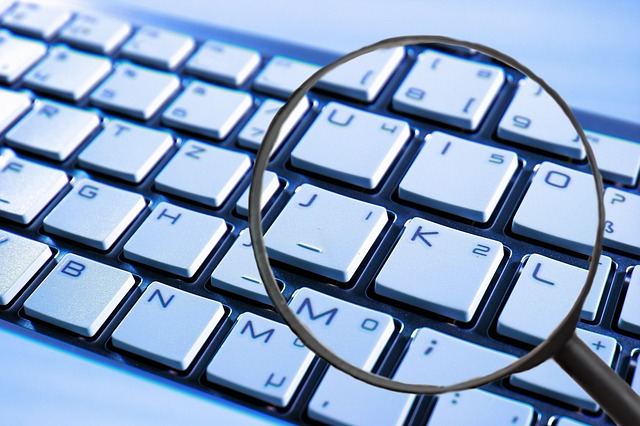

Кейло́гер, кейло́ггер, клавиату́рный шпио́н (англ. keylogger, правильно читается «ки-ло́ггер» — от англ. key — клавиша и logger — регистрирующее устройство) — программное обеспечение или аппаратное устройство, регистрирующее различные действия пользователя — нажатия клавиш на клавиатуре компьютера, движения и нажатия клавиш мыши и т. д.

## Виды информации, которые могут контролироваться
- нажатия клавиш на клавиатуре;
- движения и нажатия клавиши мыши;
- дата и время нажатия.

Дополнительно могут делаться периодические снимки экрана (а в некоторых случаях — даже видеозапись экрана) и копироваться данные из буфера обмена.

## Классификация

### По типу
Программные кейлоггеры принадлежат к той группе программных продуктов, которые осуществляют контроль над деятельностью пользователя персонального компьютера. Первоначально программные продукты этого типа предназначались исключительно для записи информации о нажатиях клавиш клавиатуры, в том числе и системных, в специализированный журнал регистрации (лог-файл), который впоследствии изучался человеком, установившим эту программу. Лог-файл мог отправляться по сети на сетевой диск, FTP-сервер в сети Интернет, по электронной почте и т. д.
В настоящее время программные продукты, сохранившие «по старинке» данное название, выполняют много дополнительных функций — это перехват информации из окон, перехват кликов мыши, перехват буфера обмена, «фотографирование» снимков экрана и активных окон, ведение учёта всех полученных и отправленных e-mail, отслеживание файловой активности и работы с системным реестром, запись заданий, отправленных на принтер, перехват звука с микрофона и изображения с веб-камеры, подключенных к компьютеру и т. д.
Два основных программных вида: кейлоггеры пользовательского режима и кейлоггеры режима ядра. 
- Кейлоггеры пользовательского режима используют вызовы функций программного интерфейса Win32 API — более простой в реализации и отслеживании вид. Методы реализации: установка ловушки для клавиатурных сообщений, использование циклического опроса состояния клавиатуры, внедрение в процесс и перехват функций обработки сообщений, использование модели прямого ввода.

- Кейлоггеры режима ядра более сложны как в реализации, так и в отслеживании. Они работают с более высоким уровнем привилегий, могут изменять внутреннюю систему Windows, и такие кейлоггеры незаметны для приложений пользовательского режима. Для перехвата используют методы, документированные и недокументированные в Microsoft Driver Development Kit. Методы: использование драйвер-фильтра драйвера класса клавиатуры Kbdclass, использование драйвер-фильтра функционального драйвера i8042prt, модификация таблицы обработки системных запросов драйвера Kbdclass, модификация таблицы системных сервисов KeServiceDescriptorTableShadow, модификация кода функций NtUserGetMessage или NtUserPeekMessage путем сплайсинга, подмена драйвера в клавиатурном стеке драйверов, реализация собственного драйвера-обработчика прерывания IRQ 1[1][2].

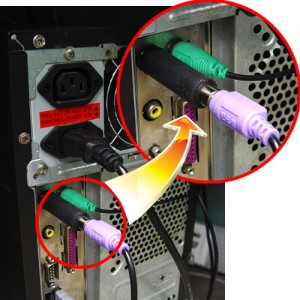

Аппаратные кейлоггеры представляют собой миниатюрные приспособления, которые могут быть прикреплены между клавиатурой и компьютером или встроены в саму клавиатуру. Они регистрируют все нажатия клавиш, сделанные на клавиатуре. Процесс регистрации абсолютно невидим для конечного пользователя. Аппаратные кейлоггеры не требуют установки какой-либо программы на компьютере, чтобы успешно перехватывать все нажатия клавиш. Когда аппаратный кейлоггер прикрепляется, абсолютно не имеет значения, в каком состоянии находится компьютер — включенном или выключенном. Время его работы не ограничено, так как он не требует для своей работы дополнительного источника питания.
Объёмы внутренней энергонезависимой памяти данных устройств позволяют записывать до 20 миллионов нажатий клавиш, причём с поддержкой юникода. Данные устройства могут быть выполнены в любом виде, так что даже специалист не в состоянии иногда определить их наличие при проведении информационного аудита. В зависимости от места прикрепления аппаратные кейлоггеры подразделяются на внешние и внутренние.
Акустические кейлоггеры представляют собой аппаратные устройства, которые вначале записывают звуки, создаваемые пользователем при нажатии на клавиши клавиатуры компьютера, а затем анализирующие эти звуки и преобразовывающие их в текстовый формат (см. также акустический криптоанализ).

### По месту хранениялог-файла
- жёсткий диск;
- оперативная память;
- реестр;
- локальная сеть;
- удалённый сервер.

### По методу отправки лог-файла
- E-mail;
- FTP или HTTP (в интернете или локальной сети);
- любой вариант беспроводной связи (радиодиапазон, IrDA, Bluetooth, WiFi и т. п. для приборов в непосредственной близости, либо, в продвинутых системах, для преодоления воздушного зазора и утечки данных из физически изолированных систем).

### По методу применения
Только метод применения кейлоггеров (в том числе аппаратных или программных продуктов, включающих в себя кейлоггер в качестве модуля) позволяет увидеть грань между управлением безопасностью и нарушением безопасности.
Несанкционированное применение — установка кейлоггера (в том числе аппаратных или программных продуктов, включающих в себя кейлоггер в качестве модуля) происходит без ведома владельца (администратора безопасности) автоматизированной системы или без ведома владельца конкретного персонального компьютера. Несанкционированно применяемые кейлоггеры (программные или аппаратные) именуются как шпионские программные продукты или шпионские устройства. Несанкционированное применение, как правило, связано с незаконной деятельностью. Как правило, несанкционированно устанавливаемые шпионские программные продукты имеют возможность конфигурирования и получения «скомплектованного» исполнимого файла, который при инсталляции не выводит никаких сообщений и не создает окон на экране, а также имеют встроенные средства доставки и дистанционной установки сконфигурированного модуля на компьютер пользователя, то есть процесс инсталлирования происходит без непосредственного физического доступа к компьютеру пользователя и зачастую не требует наличия прав администратора системы.
Санкционированное применение — установка кейлоггера (в том числе аппаратных или программных продуктов, включающих в себя кейлоггер в качестве модуля) происходит с ведома владельца (администратора безопасности) автоматизированной системы или с ведома владельца конкретного персонального компьютера. Санкционированно применяемые кейлоггеры (программные или аппаратные) именуется англ. employee monitoring software, parental control software, access control software, personnel security programs и т. п. Как правило, санкционированно устанавливаемые программные продукты требуют физического доступа к компьютеру пользователя и обязательного наличия прав администратора для конфигурирования и инсталляции.

### По включению в сигнатурные базы
Сигнатуры известных кейлоггеров уже включены в сигнатурные базы основных известных фирм-производителей антишпионских программных продуктов и антивирусных программных продуктов.

## Цели применения
Санкционированное применение кейлоггеров (в том числе аппаратных или программных продуктов, включающих в себя кейлоггер в качестве модуля) позволяет владельцу (администратору безопасности) автоматизированной системы или владельцу компьютера:
- определить все случаи набора на клавиатуре критичных слов и словосочетаний, передача которых третьим лицам приведет к материальному ущербу;
- иметь возможность получить доступ к информации, хранящейся на жестком диске компьютера, в случае потери логина и пароля доступа по любой причине (болезнь сотрудника, преднамеренные действия персонала и т. д.);
- определить (локализовать) все случаи попыток перебора паролей доступа;
- проконтролировать возможность использования персональных компьютеров в нерабочее время и выявить, что набиралось на клавиатуре в данное время;
- исследовать компьютерные инциденты;
- проводить научные исследования, связанные с определением точности, оперативности и адекватности реагирования персонала на внешние воздействия;
- восстановить критическую информацию после сбоев компьютерных систем.

Применение модулей, включающих в себя кейлоггер, разработчиками коммерческих программных продуктов, позволяет последним:
- создавать системы быстрого поиска слов (электронные словари, электронные переводчики);
- создавать программы быстрого поиска фамилий, фирм, адресов (электронные телефонные книги).

Несанкционированное применение кейлоггеров (в том числе аппаратных или программных продуктов, включающих в себя кейлоггер в качестве модуля) позволяет злоумышленнику:
- перехватывать чужую информацию, набираемую пользователем на клавиатуре;
- получить несанкционированный доступ к логинам и паролям доступа в различные системы и интернет-сервисы, в том числе в системы «клиент-банк», интернет-банкинг, личный кабинет оператора сотовой связи, социальные сети, интернет-магазины, личные кабинеты на государственных сайтах;
- получить несанкционированный доступ к системам криптографической защиты информации пользователя компьютера — парольным фразам;
- получить несанкционированный доступ к авторизационным данным кредитных карточек.

## Методы защиты от несанкционированно установленных кейлоггеров
Защита от «известных» несанкционированно установленных программных кейлоггеров:
- использование антишпионских программных продуктов и/или антивирусных программных продуктов известных производителей с автоматическим обновлением сигнатурных баз.

Защита от «неизвестных» несанкционированно установленных программных кейлоггеров:
- использование антишпионских программных продуктов и/или антивирусных программных продуктов известных производителей, которые для противодействия шпионским программным продуктам используют так называемые эвристические (поведенческие) анализаторы, то есть не требующие наличия сигнатурной базы.
- использование программ, шифрующих вводимые с клавиатуры данные, а также применение клавиатур, осуществляющих такое шифрование на аппаратном уровне;

Защита от «известных» и «неизвестных» несанкционированно установленных программных кейлоггеров включает в себя использование антишпионских программных продуктов и/или антивирусных программных продуктов известных производителей, которые для противодействия шпионским программным продуктам используют:
- постоянно обновляемые сигнатурные базы шпионских программных продуктов;
- эвристические (поведенческие) анализаторы, не требующие наличия сигнатурной базы.

Защита от несанкционированно установленных аппаратных кейлоггеров:
- тщательные внешний и внутренний осмотры компьютерных систем;
- использование виртуальных клавиатур.